# Kazimierz Słowikowski
Kazimierz Marian Marceli Słowikowski (ur. 2 lutego 1887 w Borkach Wielkich, zm. 20 maja 1945 w Anglii) – pułkownik audytor Wojska Polskiego.

## Życiorys
6 sierpnia 1920 roku został zatwierdzony z dniem 1 kwietnia 1920 roku w stopniu majora, w Korpusie Sądowym, w grupie oficerów byłej armii austro-węgierskiej. Pełnił wówczas służbę w Prokuraturze przy Sądzie Wojskowym Okręgu Generalnego w Warszawie na stanowisku asystenta. 1 czerwca 1921 roku pełnił służbę w Sądzie Wojskowym Okręgu Generalnego w Warszawie. 3 maja 1922 roku został zweryfikowany w stopniu majora ze starszeństwem z 1 czerwca 1919 roku i 85. lokatą w korpusie oficerów sądowych. Z dniem 15 sierpnia 1923 roku został przeniesiony z Departamentu Sprawiedliwości Ministerstwa Spraw Wojskowych do Wojskowego Sądu Okręgowego Nr I w Warszawie na stanowisko sędziego śledczego. 5 lutego 1929 roku Prezydent RP mianował go sędzią orzekającym w wojskowych sądach okręgowych, a minister spraw wojskowych przeniósł do Wojskowego Sądu Okręgowego Nr I na stanowisko sędziego śledczego. 29 stycznia 1932 roku został mianowany podpułkownikiem ze starszeństwem z 1 stycznia 1932 roku i 5. lokatą w korpusie oficerów sądowych. W grudniu 1932 roku ogłoszono jego przeniesienie z Wojskowego Sądu Okręgowego Nr I do Departamentu Sprawiedliwości MSWojsk. na stanowisko szefa wydziału.
Przed II wojną światową pełnił służbę w Departamencie Sprawiedliwości MSWojsk. na stanowisku szefa Wydziału I Organizacyjno-Personalnego oraz był członkiem komitetu redakcyjnego Wojskowego Przeglądu Prawniczego.
Od lipca 1944 był naczelnym prokuratorem wojskowym Polskich Sił Zbrojnych na Zachodzie. Zmarł 20 maja 1945. Został pochowany na cmentarzu katolickim w Ormskirk (działka polska, grób 15).

## Ordery i odznaczenia
- Złoty Krzyż Zasługi (11 listopada 1936)[9][10]
- Srebrny Krzyż Zasługi (16 marca 1928)[11]